# Departamento de Bosso
Bosso es un departamento situado en la región de Diffa, en Níger. En diciembre de 2012 presentaba una población censada de 76 735 habitantes. Su chef-lieu es Bosso.
Se ubica en la esquina suroriental del país, en el entorno de la sabana inundada del lago Chad. El departamento fue creado en la reforma territorial de 2011 al separarse del departamento de Diffa.

## Subdivisiones
Está formado por 2 comunas rurales, que se muestran asimismo con población de diciembre de 2012:
- Bosso (65 022 habitantes)
- Toumour (11 713 habitantes)